# Потоци (Источни Дрвар)
Потоци су насељено мјесто у Републици Српској, у општини Источни Дрвар, Босна и Херцеговина. Према прелиминарним подацима пописа становништва 2013. године, у насељеном мјесту Потоци укупно је пописано 41 лице.

## Географија
Потоци су смјештени у западном дијелу општине, и средишње је насеље општине Источни Дрвар.

## Инфраструктура
Поред општинске администрације, у селу Потоци је смјештена једна од организационих јединица Шума Српске, шумско газдинство "Клековача-Потоци". У селу се налази и организациона јединица у саставу Пошта Српске. Дом здравља Источни Дрвар, је такође смјештен у овом насељу.

## Историја
Припадници јединице „Пуме“, у саставу Војске Републике Хрватске, су у септембру 1995. убили 6 старијих Срба из овог насеља.
Овом приликом су убијени Радe Марчета, Даница Марчета, Ана Марчета, Јован Марчета, Стево Дамјановић и Блажо Ђаковић.

## Становништво
| Националност       | 2013. | 1991. | 1981. | 1971. | 1961. |
| Срби               | 40    | 26    | 50    | 566   | 289   |
| Муслимани          |       | 1     | 2     | 29    |       |
| Југословени        |       |       | 8     |       |       |
| Хрвати             | 1     |       |       | 2     | 7     |
| Црногорци          |       |       |       |       | 1     |
| остали и непознато |       |       |       | 3     | 1     |
| Укупно             | 41    | 27    | 60    | 600   | 298   |

|             | \| Демографија[3] \| Демографија[3] \| Демографија[3] \| \| Година \| Становника \| Становника \| \| -------------- \| -------------- \| -------------- \| \| 1948. \| 82 \| \| \| 1953. \| 120 \| \| \| 1961. \| 298 \| \| \| 1971. \| 600 \| \| \| 1981. \| 60 \| \| \| 1991. \| 27 \| \| \| 2013. \| 41 \| \| |            |
| Демографија | |            |
| Година      | Становника | Становника |
| 1948.       | 82 |            |
| 1953.       | 120 |            |
| 1961.       | 298 |            |
| 1971.       | 600 |            |
| 1981.       | 60 |            |
| 1991.       | 27 |            |
| 2013.       | 41 |            |